# Давид Ольгович
Давид Ольгович (- після 1196 ?) — княжич Стародубський, старший онук Святослава Всеволодовича Чернігівського та Київського, одного з героїв «Слова о полку Ігоревім».

## Життєпис
У 1191 році Давид брав участь у поході проти половців разом із сіверськими князями та своїми дядьками, київськими та чернігівськими княжичами. Половці виявилися готовими до зіткнення, і руські князі визнали співвідношення сил несприятливим і уникли його.
Давид брав участь у поході, очоленому його батьком, проти Давида смоленського. Ольговичі в союзі з полочанами напали на Смоленське князівство, під час битви спочатку смоляни почали перемагати і стали переслідувати чернігівців, що відступали. Тоді, за висловом літописця, Давида посікли, що лише іноді тлумачиться дослідниками як його загибель. Потім у тил смолянам вдарили полочани і вирішили результат битви на користь союзників. Мстислав Романович Старий, який керував смолянами, потрапив у полон.
У разі, якщо Давид загинув 1196 року («посічений»), він не пережив батька і щонайменше десяти дядьків, значних князівських столів не займав. Але діти Давида Мстислав та Костянтин згадані у Любецькому синодиці як новгород-сіверські князі. Вони могли отримати права на Новгород-Сіверський як онуки Ігоря Святославича по матері. За версією Р. Зотова, Новгород-сіверським князем після Володимира Ігоровича (1206) був Рюрик Ольгович (у хрещенні Костянтин; пом. між 1210 і 1215), брат Давида. Згодом, під час переходів Всеволода Чермного на київське княжіння, Рюрик переходив на чернігівський стіл, а Давид Ольгович міг займати новгород-сіверський.

## Сім'я та діти
Дружина :
- дочка Ігоря Святославича Новгород-Сіверського, з 1190 року.

Діти:
- Володимир (за версією Войтовича Л. В. У Любецькому синодиці без по-батькові; в іншому прочитанні є по-батькові згаданих перед цим князів)
- Мстислав Новгород-Сіверський
- Костянтин Новгород-Сіверський
- Святослав

## Давидовичі Новгород-Сіверські
У князі Федорі-Мстиславі, згаданому в Любецькому синодику на поз.50, деякі історики бачать Мстислава Давидовича, який народився 1193 року, за збігом княжого і хрестильного імені та за згадкою в наступного князя синодика — Костянтина — по батькові Давидович, хоча про сина Костянтина в Давида Ольговича з першоджерел невідомо, а князі згадані поряд з Олександром Новосильським, який жив на початку XIV століття і якого було вбито в Орді 1326 року. На цій підставі нащадки Давида Ольговича вважаються новгород-сіверськими князями після Ігоровичів початку XIII століття. Інші історики вважають новгород-сіверськими князями в період 1212—1239 Михайла Всеволодовича і Мстислава Глібовича.
У Костянтина відомий син Тимофій, що престолу не займав і, можливо, помер за життя батька, а у Святослава — син Дмитро, який був останнім новгород-сіверським князем до литовських Гедиміновичів.
За версією С. Безносюка, батьком Федора-Мстислава міг бути Ізяслав Володимирович (князь путивльський), батьком Костянтина і Святослава — Давид (поз. 33 Любецького синодика), також син Володимира Ігоровича, у цьому разі молодша гілка продовжувала володіти Новгородом-Сіверським і в XIII столітті.